# Appalachian Spring (ballet)
Appalachian Spring est un ballet composé par Aaron Copland en 1944. Chorégraphié par Martha Graham d'après un poème de Hart Crane, il a été créé le 30 octobre 1944 à la Library of Congress de Washington.
Parce que la fosse d'orchestre était étroite, l'orchestration originale ne comptait que 9 cordes, une flûte, une clarinette, un basson et un piano. La pièce sera plus tard transcrite par le compositeur pour un orchestre symphonique. L'œuvre a été commandée et sponsorisée par Elizabeth Sprague Coolidge.
Le ballet raconte l'histoire des pionniers américains à l'aube du XIXe siècle. Les thèmes principaux s'inspirent largement de la musique traditionnelle de l'époque, en particulier le Shaker Dance, qui sert de lien mélodique entre les huit mouvements de la pièce.

## La musique

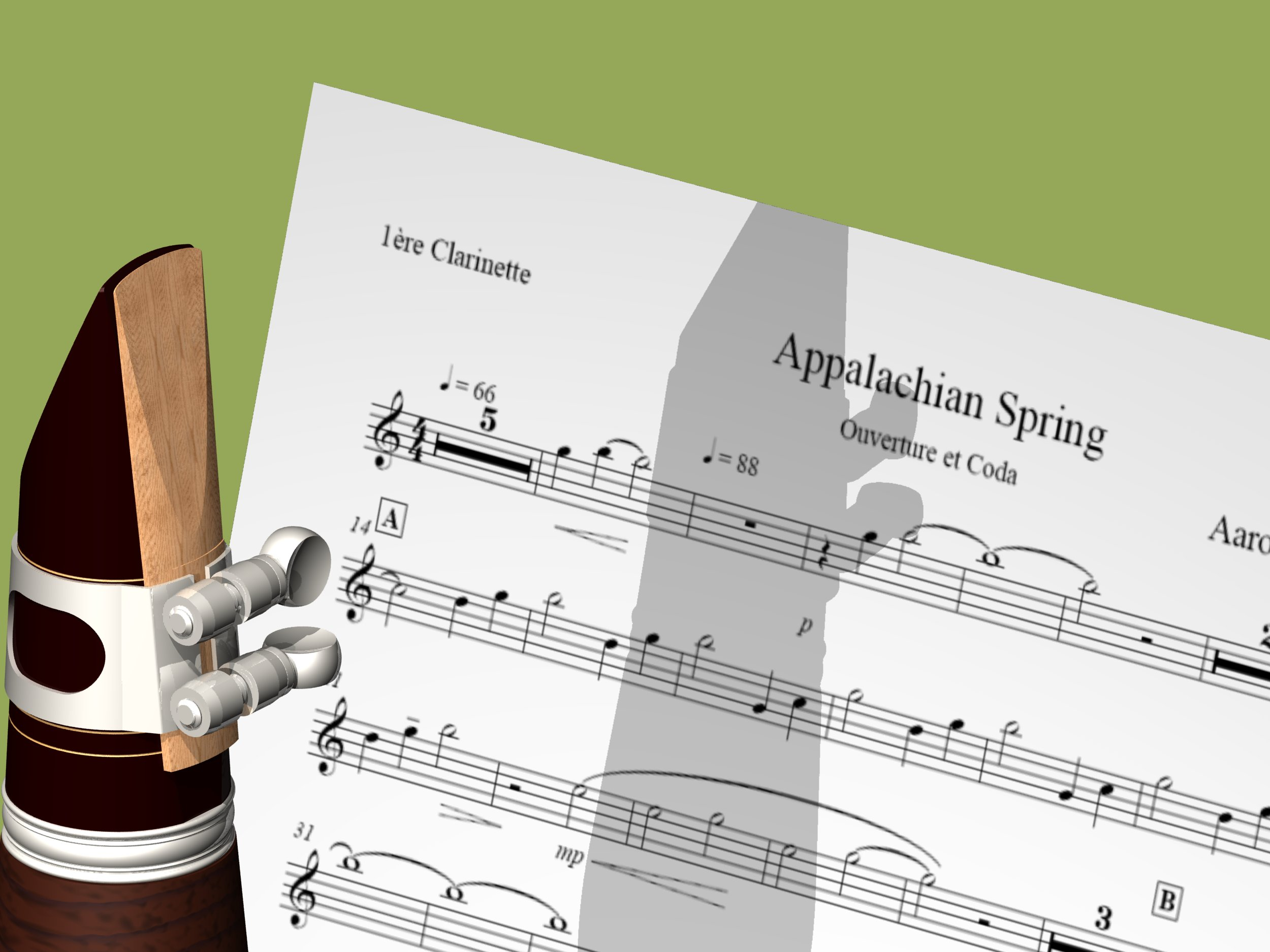
Début de l'œuvre, partie de clarinette

La pièce se découpe en 8 mouvements, associés à des scènes du ballet :
1. Très lent (largissimo), présentation des personnages, associés chacun à un instrument
2. Vif (vivace)
3. Moderato, duo pour une fiancée et son prétendant – scène de tendresse et de passion
4. Allegro, thème folklorique, au style country
5. Still faster, danse solo
6. Très lent (reprise)
7. Shaker dance, scènes d'activité quotidienne illustrée par des musiques traditionnelles (thème à la clarinette suivi de 5 variations orchestrales). Edward D. Andrews avait publié cette mélodie sous le titre The Gift to Be Simple, connue aussi sous le nom Simple Gifts
8. Largo (coda), reprise du thème d'ouverture.

## Discographie
- Leonard Bernstein, Orchestre philharmonique de New York (Sony SMK 63082).
- Orpheus Chamber Orchestra (Deutsche Grammophon 427 335-2 GH).
- Stephen Gunzenhauser, Czechoslovak Radio Symphony Orchestra (NAXOS 8.550282)
- Antal Dorati, Orchestre Symphonique de Minneapolis (Mercury SR90246 et réédité 434 301-2)